# FC Zhetysu
Jetisu Taldykorgan (tiếng Kazakh: Жетісу футбол клубы, Jetisu futbol klubı) là một câu lạc bộ bóng đá Kazakhstan có sân nhà là Sân vận động Zhetysu ở Taldykorgan. Từng là thành viên của Giải bóng đá ngoại hạng Kazakhstan, đội bóng bỏ lỡ 5 mùa giải vì xuống hạng.

## Lịch sử

### Tên gọi
- 1981: Thành lập với tên gọi Zhetysu
- 1993: Đổi tên thành Taldykorgan
- 1994: Đổi tên thành Kainar
- 1998: Đổi tên thành Zhetysu Promservice vì lý do tài trợ
- 1999: Đổi tên thành Zhetysu

### Lịch sử giải quốc gia
| Mùa giải | Giải đấu | Giải đấu | Giải đấu | Giải đấu | Giải đấu | Giải đấu | Giải đấu | Giải đấu | Giải đấu | Cúp bóng đá Kazakhstan | Vua phá lưới                 | Vua phá lưới | Huấn luyện viên                      |
| Mùa giải | Hạng     | Vị thứ   | St       | T        | H        | B        | BT       | BB       | Đ        | Cúp bóng đá Kazakhstan | Cầu thủ                      | Giải đấu     | Huấn luyện viên                      |
| -------- | -------- | -------- | -------- | -------- | -------- | -------- | -------- | -------- | -------- | ---------------------- | ---------------------------- | ------------ | ------------------------------------ |
| 1992     | thứ 1    | 21       | 18       | 8        | 3        | 7        | 32       | 20       | 27       | Vòng Một               |                              |              |                                      |
| 1993     | thứ 1    | 25       | 24       | 2        | 3        | 19       | 16       | 55       | 7        | Withdrew               |                              |              |                                      |
| 1994     | thứ 2    | 2        | 36       | 26       | 7        | 3        | 64       | 21       | 59       | Withdrew               |                              |              |                                      |
| 1995     | thứ 1    | 6        | 30       | 13       | 6        | 11       | 33       | 32       | 45       | Vòng Một               |                              |              |                                      |
| 1996     | thứ 1    | 9        | 34       | 14       | 6        | 14       | 35       | 40       | 48       | Vòng Hai               |                              |              |                                      |
| 1997     | thứ 2    | 5        | 4        | 1        | 0        | 3        | 7        | 16       | 3        | -                      |                              |              |                                      |
| 1998     | thứ 2    | 4        | 3        | 0        | 0        | 3        | 2        | 14       | 0        | -                      |                              |              |                                      |
| 1999     | thứ 1    | 15       | 30       | 3        | 4        | 23       | 18       | 68       | 13       | Vòng Một               |                              |              |                                      |
| 2000     | thứ 1    | 14       | 28       | 4        | 2        | 22       | 15       | 73       | 14       | Withdrew               |                              |              |                                      |
| 2001     | thứ 1    | 14       | 32       | 7        | 5        | 20       | 38       | 57       | 26       | Withdrew               |                              |              |                                      |
| 2002     | thứ 2    | 5        | 24       | 11       | 3        | 10       | 50       | 30       | 36       | Tứ kết                 |                              |              |                                      |
| 2003     | thứ 1    | 8        | 32       | 14       | 6        | 12       | 46       | 38       | 48       | Vòng 16 đội            |                              |              |                                      |
| 2004     | thứ 1    | 13       | 36       | 11       | 7        | 18       | 34       | 55       | 40       | Tứ kết                 |                              |              |                                      |
| 2005     | thứ 1    | 15       | 30       | 4        | 7        | 19       | 28       | 60       | 19       | Vòng Một               |                              |              |                                      |
| 2006     | thứ 2    | 1        | 26       | 25       | 1        | 0        | 119      | 14       | 76       | Vòng 16 đội            |                              |              |                                      |
| 2007     | thứ 1    | 5        | 30       | 13       | 7        | 10       | 33       | 32       | 46       | Vòng 16 đội            |                              |              |                                      |
| 2008     | thứ 1    | 6        | 30       | 11       | 8        | 11       | 28       | 27       | 41       | Tứ kết                 |                              |              |                                      |
| 2009     | thứ 1    | 5        | 26       | 13       | 5        | 8        | 33       | 26       | 44       | Bán kết                | Danilo Belić                 | 13           |                                      |
| 2010     | thứ 1    | 7        | 32       | 13       | 10       | 9        | 36       | 26       | 49       | Bán kết                | Danilo Belić                 | 13           |                                      |
| 2011     | thứ 1    | 2        | 32       | 19       | 5        | 8        | 51       | 27       | 38       | Vòng Một               | Ulugbek Bakayev              | 18           | Serik Abdualiyev                     |
| 2012     | thứ 1    | 12       | 26       | 6        | 5        | 15       | 27       | 45       | 23       | Tứ kết                 | Edin Junuzović               | 8            | Serik Abdualiyev Slobodan Krčmarević |
| 2013     | thứ 1    | 9        | 32       | 6        | 17       | 9        | 22       | 32       | 22       | Vòng Một               | Edin Junuzović Murat Tleshev | 4            | Omari Tetradze                       |
| 2014     | thứ 1    | 8        | 32       | 10       | 8        | 14       | 21       | 31       | 25       | Vòng Một               | Sergei Schaff                | 4            | Omari Tetradze Askar Kozhabergenov   |
| 2015     | thứ 1    | 11       | 32       | 8        | 6        | 18       | 28       | 46       | 22       | Tứ kết                 | Dušan Savić                  | 12           | Askar Kozhabergenov Ivan Azovskiy    |
| 2016     | thứ 1    | 12       | 32       | 8        | 7        | 17       | 37       | 53       | 31       | Tứ kết                 | Dušan Savić                  | 10           | Almas Kulshinbaev                    |

### Thành tịch tại giải châu lục
Tính đến ngày 12 tháng 7 năm 2012
| Giải đấu           | ST | T | H | B | BT | BB | HS |
| ------------------ | -- | - | - | - | -- | -- | -- |
| UEFA Intertoto Cup | 2  | 0 | 0 | 2 | 3  | 6  | -3 |
| UEFA Europa League | 2  | 0 | 1 | 1 | 1  | 3  | -2 |
| Tổng cộng          | 4  | 0 | 1 | 3 | 4  | 9  | -5 |

| Mùa giải | Giải đấu           | Vòng đấu           | Đối thủ         | Sân nhà | Sân khách | Tổng tỷ số |
| -------- | ------------------ | ------------------ | --------------- | ------- | --------- | ---------- |
| 2008     | Cúp Intertoto      | Vòng 1             | Budapest Honvéd | 1–2     | 2–4       | 3–6        |
| 2012–13  | UEFA Europa League | Vòng loại thứ nhất | Lech Poznań     | 1–1     | 0–2       | 1–3        |

## Danh hiệu
- Giải bóng đá hạng nhất Kazakhstan (1): 2006

## Đội hình hiện tại
Tính đến 30 tháng 8 năm 2016
Ghi chú: Quốc kỳ chỉ đội tuyển quốc gia được xác định rõ trong điều lệ tư cách FIFA. Các cầu thủ có thể giữ hơn một quốc tịch ngoài FIFA.
| Số | VT | Quốc gia   | Cầu thủ              |
| -- | -- | ---------- | -------------------- |
| 1  | TM | Kazakhstan | Andrey Shabanov      |
| 2  | HV | Kazakhstan | Temirlan Adilkhanov  |
| 6  | TV | Kazakhstan | Mikhail Kharun-Zade  |
| 8  | HV | Kazakhstan | Serik Sagyndykov     |
| 9  | TĐ | Slovenia   | Dejan Djermanović    |
| 10 | TĐ | Kazakhstan | Toktar Zhangylyshbay |
| 11 | TV | Kazakhstan | Vadim Borovskiy      |
| 12 | TV | Ukraina    | Artem Kasyanov       |
| 13 | HV | Kazakhstan | Ilyas Amirseitov     |
| 14 | TĐ | Armenia    | Narek Beglaryan      |
| 15 | TV | Kazakhstan | Ruslan Barzukayev    |
| 17 | HV | Kazakhstan | Dias Mynbayev        |

| Số | VT | Quốc gia     | Cầu thủ                         |
| -- | -- | ------------ | ------------------------------- |
| 18 | HV | Kazakhstan   | Maksim Azovskiy                 |
| 20 | TM | Kazakhstan   | Andrey Pasechenko               |
| 21 | HV | Kazakhstan   | Berik Shaikhov (mượn từ Astana) |
| 22 | TV | Kazakhstan   | Ilia Kalinin                    |
| 23 | TV | Kazakhstan   | Adil Balgabaev                  |
| 25 | TV | Kazakhstan   | Zhaksylyk Seydakhmetov          |
| 27 | HV | Kazakhstan   | Andrey Shabaev                  |
| 30 | TM | Kazakhstan   | Eric Duysenbekuly               |
| 44 | HV | Cộng hòa Séc | Martin Klein                    |
| 86 | HV | Serbia       | Marko Đalović                   |
| 90 | HV | Pháp         | Mamadou Wague                   |

## Huấn luyện viên
- Vladimir Stepanov (2001)
- Vakhid Masudov (2004)
- Igor Svechnikov (2005)
- Ilie Carp (27 tháng 7 năm 2008 – 26 tháng 9 năm 2008)
- Yuri Konkov (1 tháng 1 năm 2010 – 5 tháng 9 năm 2010)
- Serik Abdualiyev (1 tháng 1 năm 2011 – 10 tháng 5 năm 2012)
- Slobodan Krčmarević (1 tháng 6 năm 2012 – 1 tháng 2 năm 2013)
- Omari Tetradze (10 tháng 2 năm 2013–23 tháng 9 năm 2014)
- Askar Kozhabergenov (tháng 9 năm 2014–20 tháng 4 năm 2015)
- Ivan Azovskiy (20 tháng 4 năm 2015 – 5 tháng 1 năm 2016)
- Almas Kulshinbaev (5 tháng 1 năm 2016–)[2]